# Comephoronema mackiewiczi
Comephoronema mackiewiczi is een rondwormensoort uit de familie van de Cystidicolidae. De wetenschappelijke naam van de soort is voor het eerst geldig gepubliceerd in 1985 door Malhotra & Rautela.